# Bundesstraße 55
Pour les articles homonymes, voir B55 et Route 55.
La Bundesstraße 55 (abrégé en B 55) est une Bundesstraße reliant Juliers à Rheda-Wiedenbrück.

## Localités traversées
- Juliers
- Bergheim
- Cologne
- Engelskirchen
- Bergneustadt
- Olpe
- Lennestadt
- Eslohe
- Meschede
- Warstein
- Belecke
- Erwitte
- Lippstadt
- Rheda-Wiedenbrück